# Jay Adams
Jay J. Adams (3. února 1961 – 15. srpna 2014) byl americký skateboardista. Jako teenager se stal nejmladším členem skateboardového týmu Zephyr Competition (Z-Boys), který svým spontánním stylem inspirovaným surfingem zpopularizoval moderní skateboarding. Díky svým originálním agresivním trikům je Adams jedním z nejvlivnějších skaterů v historii a bývá označován jako „jiskra“ skateboardingu.

## Život
Jay Adams se narodil ve Venice v Kalifornii. Byl jediným dítětem Roberta Adamse a Philaine Romero a vyrůstal se svou matkou a nevlastním otcem Kentem Sherwoodem. Surfovat začal ve čtyřech letech. Sherwood pracoval v Dave Sweet’s Surf Shopu u Pacific Ocean Parku, kde se Adams seznámil i se skateboardingem. Adamsův styl byl silně ovlivněn Larrym Bertlemannem, profesionálním surfařem známým tím, že při jízdě „tahal“ ruce po vlnách.
V roce 1974, ve věku 13 let, se Adams stal nejmladším členem surfařského týmu Zephyr ze Santa Moniky, který vedl Jeff Ho. Tony Alva o Adamsovi řekl, že „některé děti se rodí a vyrůstají na grahamových sušenkách a mléce. Jay se narodil a vyrostl na surfingu a skateboardingu.“

## Kariéra
Tým Z-Boys se zformoval v roce 1975 před skateboardovou soutěží Bahne-Cadillac Del Mar Nationals. Adams byl prvním z týmu, který nastoupil do závodu a obsadil druhé místo v juniorské kategorii ve freestylu. Z-Boys charakterizovaly výbušná energie, nízké a odvážné surfařské pohyby, které kontrastovaly s tradičním stylem té doby založeným na gymnastických tricích z šedesátých let. Adamsova schopnost, proměnit figury hraničící s pádem v nikdy předtím neviděné triky, byla v dokumentu Dogtown and Z-Boys nazvána „atletickým proudem vědomí“.
O podstatnou část slávy týmu Zephyr se zasloužil žurnalista a fotograf Craig Stecyk, který od roku 1975 publikoval v obnoveném časopise Skateboarder sérii článků „Dogtown Chronicles“. Ta zaznamenávala dobrodružství Z-Boys, kteří po dobu dvou let jezdili v jižní Kalifornii v prázdných bazénech, kde položili základy vertikálního skateboardingu. Mezinárodní dosah Stecykových článků o Dogtownu a růst skateboardového průmyslu vedly k nevídané popularitě skateboardingu. Ve věku 15 let byl Adams jedním z prvních skateboardistů, kteří světu ukázali, jak „plout vzduchem“ nad okrajem bazénu.
Tým Zephyr se rozpadl krátce po úspěchu v Del Mar. Polovina týmu vytvořila nový tým pod vedením Adamsova nevlastního otce Kenta Sherwooda, který vyráběl skateboardy Zephyr. Sherwood a Adams vytvořili značku a tým EZ-RYDER, který se o půl roku později přejmenoval na Z-Flex. Adams byl až do konce života tváří této značky.
Během své skateboardové kariéry byl sponzorován společnostmi Hurley, Nixon, Osiris Shoes, Z-Flex, Tracker Trucks, Vercelli Surfboards, Carver Racks, Abec 11 Wheels a Black Flys. Spolu s Jefem Hartselem Adams oživil značku EZ-RYDER a jako EZ Ryder Originalz navrhoval a testoval jejich ručně vyráběné vybavení. Spolupracoval se společností Z-Flex a navrhl prkna řady Jay Adams Cruiser Skateboard.
Podle bývalého kolegy z týmu Z-Boys, Stacyho Peralty, byl „pravděpodobně nejlepším skateboardistou všech dob, archetypem moderního skateboardingu.“ Jay Adams byl v roce 2012 uveden do Skateboardové síně slávy.

## Odkaz
Adams se objevil v dokumentárním filmu z roku 2001 Dogtown and Z-Boys, který režíroval Stacy Peralta. Kritik listu Los Angeles Times Kenneth Turan komentoval část filmu s Adamsem slovy „Dogtown staví svou nejlepší dramatickou linku na mini-profilech dvou největších osobností, Jaye Adamse a Tonyho Alvy. Zejména Adamsova část ukazuje nejnadanějšího ze Z-Boyů, jak zpětně lituje špatných rozhodnutí, která ve svém životě učinil a poskytuje ten druh promyšlené introspekce, které by tento film mohl využít mnohem více.“ Dokument získal ocenění na festivalu Sundance a cenu Independent Spirit Award.
Postava Jaye Adamse byl ztvárněna Emilem Hirschem v roce 2005 v celovečerním filmu Legendy z Dogtownu, ke kterému napsal scénář Stacy Peralta a režie se ujala Catherine Hardwickeová. V roce 2010 se Adams objevil v surfařském dokumentu Joshuy Pomera The Westsiders.

## Osobní život

### Právní problémy a osobní boje
Adams strávil nějaký čas ve věznicích, mimo jiné kvůli drogové závislosti. V roce 1982 po koncertě Suicidal Tendencies křičel Adams před hollywoodským zábavním podnikem nadávky na homosexuální pár. Když jeden z mužů nadávky opětoval, srazil ho Adams k zemi. Policii tvrdil, že z místa činu utekl, ale rozvášněný dav muže ukopal a zabil. Adams byl usvědčen z těžkého ublížení na zdraví a odsouzen v souvislosti se smrtí Dana Bradburyho na šest měsíců. Na konci 90. let, po smrti svého bratra, matky, otce a babičky, kteří postupně zemřeli ve stejném roce, začal Adams užívat heroin. Během natáčení dokumentu Dogtown a Z-Boys si odpykával na Havaji trest dva a půl roku za drogové delikty. Byl propuštěn v roce 2002 a popularita filmu mu napomohla k začlenění se do společnosti. Adams tvrdil, že není na drogách a vedl besedy s dětmi v místních školách. Přesto byl v listopadu 2005 zatčen a odsouzen na čtyři roky poté, co byl zachycen na odposlechu, ve kterém figuroval jako prostředník mezi kupujícím a prodejcem krystalického metamfetaminu. 8. července 2008 byl přemístěn do „domu na půli cesty“ (half-way house), kde si odpykal zbytek trestu. Podmínka mu vypršela v lednu 2014.

### Rodina
Adamsovou první manželkou byla Alisha, se kterou měl dceru Venice. S bývalou přítelkyní Samanthou Baglioni měl syna Sevena. V roce 2011 se oženil s Tracy a žil v San Clemente v Kalifornii, kde byl aktivním členem místní církve.

### Smrt
Adams zemřel na infarkt 15. srpna 2014. Vzpomínkový pohřeb se konal ve Venice Beach v Kalifornii 30. srpna. Surfaři a skateboardisté z celé země projevili svůj respekt tím, že se zúčastnili tradičního pádlování na surfech v havajském stylu. Ve Venice Beach skateparku se konalo vzpomínkové skejtování, kterého se vedle dalších skateboardistů zúčastnili Tony Alva a Christian Hosoi. Adamse připomínaly v oblasti Venice dvě nástěnné malby. Jedna na místě původního Zephyr Skate Shopu v Santa Monice a krátce po jeho smrti se na stěnách bowlu v místním skateparku objevila druhá, na které byl vedle Adamse vyobrazen další člen Z-Boys – Shogo Kubo –, který zemřel v červnu 2014.

### Filmy
- Dogtown and Z-Boys. Scénář a režie: Stacy Peralta. USA, 2001, 91 min. Dostupné zde.
- Dogtown Articles. C.R. Stecyk III – kmotr DogTownu. Nepoužité scény z dokumentu.
- Lords of Dogtown (Legendy z Dogtownu). Scénář: Stacy Peralta, režie: Catherine Hardwicke. USA / Německo, 2005, 107 min. Dokument o natáčení filmu.